# Otto von Sterneck
Otto Freiherr von Sterneck (* 1. Februar 1821 in Klagenfurt; † 16. Dezember 1890 auf Schloss Liemberg) war ein österreichischer k.k. Kreisgerichtsrat, Gutsbesitzer und Politiker aus dem Adelsgeschlecht Daublebsky von Sterneck.

## Leben
Sterneck war der Sohn des Appellationspräsidenten von Innerösterreich und Landeshauptmanns von Kärnten Joseph Freiherr von Sterneck und Ehrenstein-Daublebsky (* 2. Mai 1775; † 29. April 1848) und dessen Ehefrau Franziska Freiin von Kaiserstein (* 25. Oktober 1790; † 12. Juni 1862). Er war römisch-katholisch und heiratete am 9. Juni 1846 Karoline Freiin von Dickmann-Secherau (* 5. November 1822; † 1. Juni 1894). Aus der Ehe gingen zwei Söhne, darunter Walter von Sterneck hervor. Franz von Schluga war ein Schwager.
Sterneck studierte Rechtswissenschaft, ab 1840 in Graz und Abschluss 1843 in Wien. Ab dem 19. Juli 1845 war er überzähliger Askultant beim k.k. Stadt- und Landrecht in Klagenfurt, ab 1850 Adjunkt beim Bezirksgericht Klagenfurt-Umgebung und ab 1854 als Gerichtsadjunkt beim k.k. Landesgericht Klagenfurt. Im Jahr 1861 wurde er zum Kreisgerichtsrat und zum k.k. Kämmerer ernannt und 1867 wurde er pensioniert.
Im Jahr 1865 erwarb er das Schloss Hornstein bei Krumpendorf, Bez. Klagenfurt.
Vom 6. April 1861 bis zum 2. Januar 1867 war er Abgeordneter im Kärntner Landtag. Er war Mitglied des Verifikationsausschusses.